# بطولة آسيا للكرة الطائرة للسيدات
بطولة آسيا للسيدات للكرة الطائرة- هي مسابقة دولية للكرة الطائرة في آسيا وأوقيانوسيا، يتنافس فيها المنتخبات الوطنية للسيدات من أعضاء الاتحاد الآسيوي للكرة الطائرة (AVC)، الهيئة الحاكمة للقارة في هذه الرياضة. في البداية كانت البطولة تقام كل أربع سنوات، ولكن منذ عام 1987م أصبحت تُقام كل عامين. البطل الحالي لهذه البطولة هو تايلاند، والتي فازت بلقبها الثالث في عام 2023م .
فازت ثلاثة منتخبات وطنية مختلفة بـ21 نسخة من بطولة كأس آسيا. حيث فازت الصين ثلاثة عشر مرة. أما الفائزون الآخرون ببطولة آسيا فهم: اليابان، والتي فازت بخمسة ألقاب، وتايلاند بثلاثة ألقاب.
تم إلغاء نسخة 2021م، وذلك بسبب جائحة COVID-19. أقيمت نسخة 2023م في ناخون راتشاسيما، بتايلاند. وبداية من العام 2026م، ستقام البطولة كل عام زوجي، بما يتوافق مع تقويم الكرة الطائرة 2025-2028 للاتحاد الدولي للكرة الطائرة. 

## ملخص النتائج
| العام | المضيف                                |                                 | النهائي                         | النهائي                         | النهائي                         |                                 | مباراة تحديد المركز الثالث      | مباراة تحديد المركز الثالث      | مباراة تحديد المركز الثالث      |                                 | عدد الفرق |
| العام | المضيف                                | الأبطال                         | النتيجة                         | الوصيف                          | المركز الثالث                   | النتيجة                         | المركز الرابع                   |                                 |                                 |                                 | عدد الفرق |
| ----- | ------------------------------------- | ------------------------------- | ------------------------------- | ------------------------------- | ------------------------------- | ------------------------------- | ------------------------------- | ------------------------------- | ------------------------------- | ------------------------------- | --------- |
| 1975  | ملبورن                                | اليابان                         | دوري المجموعات                  | كوريا الجنوبية                  | الصين                           | دوري المجموعات                  | أستراليا                        | 5                               |                                 |                                 |           |
| 1979  | هونغ كونغ                             | الصين                           | دوري المجموعات                  | اليابان                         | كوريا الجنوبية                  | دوري المجموعات                  | أستراليا                        | 7                               |                                 |                                 |           |
| 1983  | فوكوكا                                | اليابان                         | دوري المجموعات                  | الصين                           | كوريا الجنوبية                  | دوري المجموعات                  | تايبيه الصينية                  | 9                               |                                 |                                 |           |
| 1987  | شنغهاي                                | الصين                           | 3–0                             | اليابان                         | كوريا الجنوبية                  | 3–0                             | نيوزيلندا                       | 11                              |                                 |                                 |           |
| 1989  | هونغ كونغ                             | الصين                           | 3–0                             | كوريا الجنوبية                  | اليابان                         | 3–1                             | تايبيه الصينية                  | 10                              |                                 |                                 |           |
| 1991  | بانكوك                                | الصين                           | 3–0                             | اليابان                         | كوريا الجنوبية                  | 3–0                             | كوريا الشمالية                  | 14                              |                                 |                                 |           |
| 1993  | شنغهاي                                | الصين                           | 3–0                             | اليابان                         | كوريا الجنوبية                  | 3–1                             | تايبيه الصينية                  | 14                              |                                 |                                 |           |
| 1995  | تشيانغ مي                             | الصين                           | دوري المجموعات                  | كوريا الجنوبية                  | اليابان                         | دوري المجموعات                  | تايبيه الصينية                  | 9                               |                                 |                                 |           |
| 1997  | مانيلا                                | الصين                           | دوري المجموعات                  | كوريا الجنوبية                  | اليابان                         | دوري المجموعات                  | تايبيه الصينية                  | 9                               |                                 |                                 |           |
| 1999  | هونغ كونغ                             | الصين                           | دوري المجموعات                  | كوريا الجنوبية                  | اليابان                         | دوري المجموعات                  | تايلاند                         | 9                               |                                 |                                 |           |
| 2001  | ناخون راتشاسيما                       | الصين                           | 3–0                             | كوريا الجنوبية                  | تايلاند                         | 3–2                             | اليابان                         | 9                               |                                 |                                 |           |
| 2003  | مدينة هوتشي منه                       | الصين                           | 3–0                             | اليابان                         | كوريا الجنوبية                  | 3–1                             | تايلاند                         | 10                              |                                 |                                 |           |
| 2005  | تايكانغ                               | الصين                           | 3–0                             | كازاخستان                       | اليابان                         | 3–0                             | كوريا الجنوبية                  | 12                              |                                 |                                 |           |
| 2007  | ناخون راتشاسيما                       | اليابان                         | دوري المجموعات                  | الصين                           | تايلاند                         | دوري المجموعات                  | كوريا الجنوبية                  | 13                              |                                 |                                 |           |
| 2009  | هانوي                                 | تايلاند                         | 3–1                             | الصين                           | اليابان                         | 3–0                             | كوريا الجنوبية                  | 14                              |                                 |                                 |           |
| 2011  | تايبيه                                | الصين                           | 3–1                             | اليابان                         | كوريا الجنوبية                  | 3–2                             | تايلاند                         | 14                              |                                 |                                 |           |
| 2013  | ناخون راتشاسيما                       | تايلاند                         | 3–0                             | اليابان                         | كوريا الجنوبية                  | 3–2                             | الصين                           | 16                              |                                 |                                 |           |
| 2015  | تيانجين                               | الصين                           | 3–0                             | كوريا الجنوبية                  | تايلاند                         | 3–0                             | تايبيه الصينية                  | 14                              |                                 |                                 |           |
| 2017  | بينان / مونتنلوبا                     | اليابان                         | 3–2                             | تايلاند                         | كوريا الجنوبية                  | 3–0                             | الصين                           | 14                              |                                 |                                 |           |
| 2019  | سول                                   | اليابان                         | 3–1                             | تايلاند                         | كوريا الجنوبية                  | 3–0                             | الصين                           | 13                              |                                 |                                 |           |
| 2021  | سان فرناندو / مدينة أنجلس / أولونجابو | تم الإلغاء بسبب جائحة كوفيد- 19 | تم الإلغاء بسبب جائحة كوفيد- 19 | تم الإلغاء بسبب جائحة كوفيد- 19 | تم الإلغاء بسبب جائحة كوفيد- 19 | تم الإلغاء بسبب جائحة كوفيد- 19 | تم الإلغاء بسبب جائحة كوفيد- 19 | تم الإلغاء بسبب جائحة كوفيد- 19 | تم الإلغاء بسبب جائحة كوفيد- 19 | تم الإلغاء بسبب جائحة كوفيد- 19 |           |
| 2023  | ناخون راتشاسيما                       | تايلاند                         | 3–2                             | الصين                           |                                 | اليابان                         | 3–2                             | فيتنام                          |                                 | 14                              |           |

### الفرق التي وصلت إلى المراكز الأربعة الأولى
| الفريق         | الأبطال | الوصيف                                                                                           | المركز الثالث | المركز الرابع                                                    |
| -------------- | --- | ------------------------------------------------------------------------------------------------ | --- | ---------------------------------------------------------------- |
| الصين          | 13 (1979، 1987، 1989، 1991، 1993، 1995, 1997 [الإنجليزية], 1999 [الإنجليزية], 2001 [الإنجليزية], 2003 [الإنجليزية], 2005 [الإنجليزية], 2011 [الإنجليزية], 2015 [الإنجليزية]) | 4 (1983, 2007 [الإنجليزية], 2009 [الإنجليزية], 2023)                                             | 1 (1975) | 3 (2013 [الإنجليزية], 2017, 2019 [الإنجليزية])                   |
| اليابان        | 5 (1975، 1983, 2007 [الإنجليزية], 2017, 2019 [الإنجليزية]) | 7 (1979، 1987، 1991، 1993, 2003 [الإنجليزية], 2011 [الإنجليزية], 2013 [الإنجليزية])              | 7 (1989، 1995, 1997 [الإنجليزية], 1999 [الإنجليزية], 2005 [الإنجليزية], 2009 [الإنجليزية], 2023)                    | 1 (2001 [الإنجليزية])                                            |
| تايلاند        | 3 (2009 [الإنجليزية], 2013 [الإنجليزية], 2023) | 2 (2017, 2019 [الإنجليزية])                                                                      | 3 (2001 [الإنجليزية], 2007 [الإنجليزية], 2015 [الإنجليزية])                                                         | 3 (1999 [الإنجليزية], 2003 [الإنجليزية], 2011 [الإنجليزية])      |
| كوريا الجنوبية | | 7 (1975، 1989، 1995, 1997 [الإنجليزية], 1999 [الإنجليزية], 2001 [الإنجليزية], 2015 [الإنجليزية]) | 10 (1979، 1983، 1987، 1991، 1993, 2003 [الإنجليزية], 2011 [الإنجليزية], 2013 [الإنجليزية], 2017, 2019 [الإنجليزية]) | 3 (2005 [الإنجليزية], 2007 [الإنجليزية], 2009 [الإنجليزية])      |
| كازاخستان      | | 1 (2005 [الإنجليزية])                                                                            | |                                                                  |
| تايبيه الصينية | |                                                                                                  | | 6 (1983، 1989، 1993، 1995, 1997 [الإنجليزية], 2015 [الإنجليزية]) |
| أستراليا       | |                                                                                                  | | 2 (1975، 1979)                                                   |
| نيوزيلندا      | |                                                                                                  | | 1 (1987)                                                         |
| كوريا الشمالية | |                                                                                                  | | 1 (1991)                                                         |
| فيتنام         | |                                                                                                  | | 1 (2023)                                                         |

### الأبطال حسب المنطقة
| الاتحاد (المنطقة)      | الأبطال                 | العدد |
| ---------------------- | ----------------------- | ----- |
| EAZVA (شرق آسيا)       | الصين (13), اليابان (5) | 18    |
| SEAZVA (جنوب شرق آسيا) | تايلاند (3)             | 3     |

## المضيفون
قائمة المضيفيين حسب عدد البطولات التي تم أستضافتها
| عدد مرات الأستضافة | الدول          | أعوام                              |
| ------------------ | -------------- | ---------------------------------- |
| 6                  | تايلاند        | 1991, 1995, 2001, 2007, 2013, 2023 |
| 4                  | الصين          | 1987, 1993, 2005, 2015             |
| 3                  | هونغ كونغ      | 1979, 1989, 1999                   |
| 2                  | الفلبين        | 1997, 2017                         |
| 2                  | فيتنام         | 2003, 2009                         |
| 1                  | أستراليا       | 1975                               |
| 1                  | اليابان        | 1983                               |
| 1                  | كوريا الجنوبية | 2019                               |
| 1                  | تايوان         | 2011                               |

## روابط خارجية
- Championship History
- Sports123.com نسخة محفوظة 2009-08-23 على موقع واي باك مشين.